# Mandarine Koji
Citrus leiocarpa
Sous-espèce
Koji, parfois kohji est le nom japonais d'une petite mandarine à peau lisse et fine cultivée principalement au Japon et en Corée qui a été adopté par les langues occidentales. On rencontre orange à fruit lisse en français.
Les graines sont polyembryonnées.

## Dénomination
En japonais Koji コウジ (柑橘類) (Kōji (kankitsurui)) parfois Kanshi ou ウスカワ (薄皮）ミカン (Usukawa (usukawa) mikan) mikan à peau fine et à l'est de Shikoku 杜子 (Dù zi). Le japonais 柑 子 (Kōji) se lit en chinois 柑子 (Gān zi) bébé mandarine.
En Corée il fait partie des agrumes traditionnels de Jeju sous le nom de 빈귤 (Bingyul), Binkyool, mandarine Bing écrit en caractères en chinois 檳橘 (Bīn jú) où 橘 signifie Tachibana. Tanaka écrit que Kôji s'appelait petit Kôji, transcription du chinois Kant-tsů 光橘 (Guāng jú) mandarine légère.
Une source japonaise donne le nom chinois de 日本土柑 (Rìběn tǔ gān) mandarine japonaise. L'anglais smooth-fruited oranges est donné par une source anglophone.

### Taxonomie
Kajibara (1709) identifiait le koji (introduit au Japon en 725) comme un kunenbo (C. nobilis Lour. var. kunep Tanaka). Citrus Coji est décrit par Marcovitch en 1919, Siebold de son côté décrit un autre agrume sous le nom de Citrus koozi (Sieb.) hort. Marcovitich écrit de C. Coji, Marc.(1926): «il existe au Japon un certain nombre de formes avec de petits fruits jaunes souvent déprimés à petites feuilles coriaces. La forme moyenne de ces fruits s'appelle coji-mican et il a amer et non comestible mais toutes les autres formes de mandarines en sont issues. Nous le décrivons donc comme une nouvelle espèce botanique, C. Coji. Les variétés shiva-mican et beni-mican sont les plus anciennes». Chosaburo Tanaka rédige une monographie en 1927 qui retrace tous les noms donnés et crée l'espèce actuellement toujours reconnue. 
Shivamikan ou shiva-mikan est parfois donné comme un C. leiocarpa. La monographie SRA INRA-CIRAD de 1997 donnait Citrus leiocarpa Hort. ex Tan. comme hybride de C. reticulata avec 2 cultivars Koji et Suruga -Yuko. L'encyclopédie médicale chinoise la donne synonyme de C.nobilis Lour.subsp. suntara (Engl. var. kooji Tanaka, コゥシ).
Tokurou Shimizu et al. (2016) rappellent la taxonomie admise pour le groupe Koji: dans le système Swingle C. ichangensis ou x C. indica (Hybride d'orange sauvage indienne) et dans le système Tanaka C. leiocarpa et C.sudachi Hort. ex Shirai. Ils disposent de 2 cultivars pour leur phylogénie des agrumes asiatiques : le premier est un Komikan (du NIFTS trouvée dans les îles du sud-ouest du Japon) le second un Toukan. Ils écrivent que les génotypes de ces deux variétés de Koji (C. leiocarpa hort. ex Tanaka) se correspondent parfaitement. Il en font un groupe distinct Koji Sp C18.

## Phylogénie et descendance

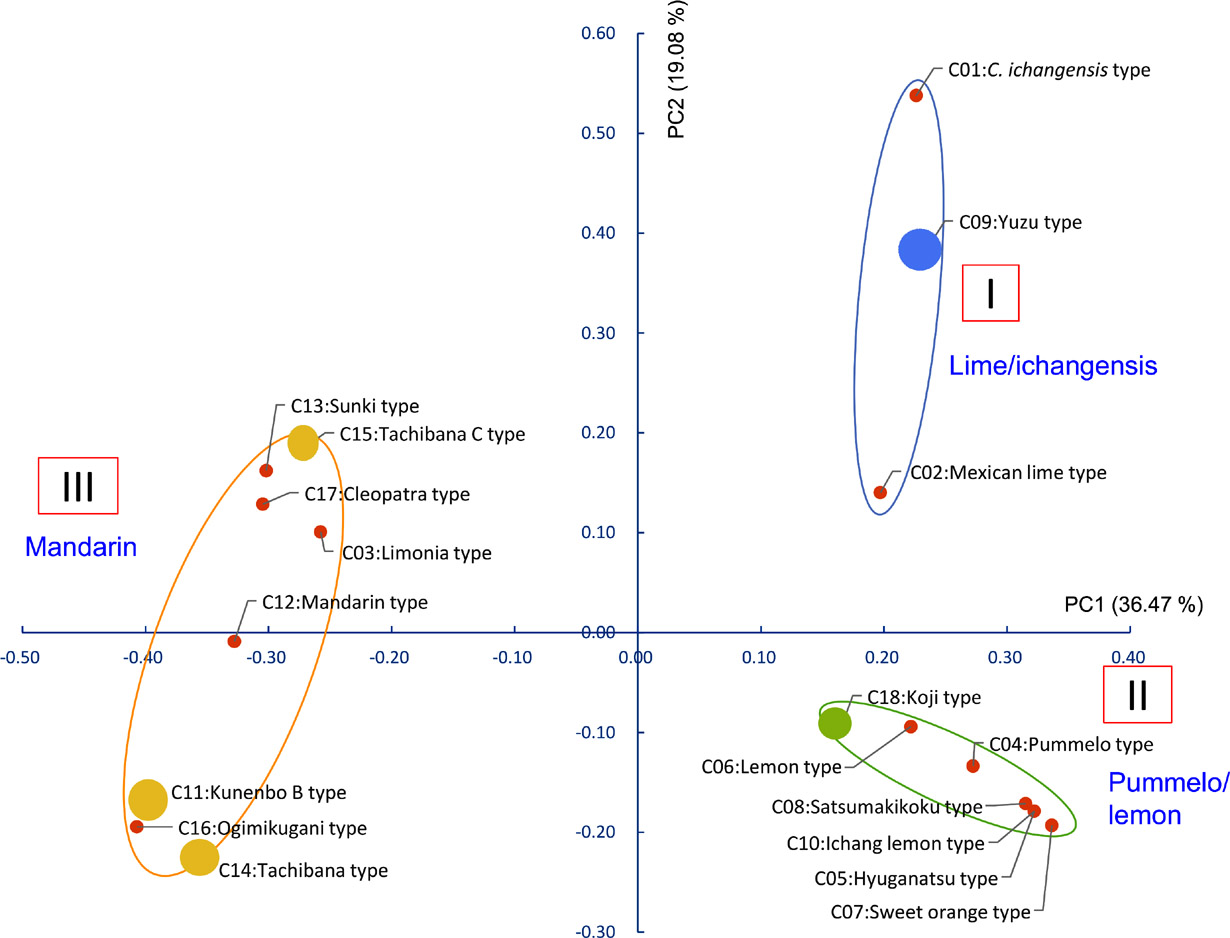
La carte établie par Shimizu et al. (2016) montre que Koji (point vert) est éloigné du pole mandarinier et Tachibana (points jaunes), beaucoup plus près du pole pamplemoussier que yuzu (point bleu) et autres limes

Les auteurs poursuivent «Koji est une variété indigène au Japon et son cytotype (C18 koji Sp) unique parmi les variétés évaluées. [ ] Les correspondances génomiques suggèrent que le koji est un hybride de mandarine. [ ] Ces observations impliqueraient que les parents non identifiés de tachibana-C, koji et sudachi pourraient être identiques ou très proches les uns des autres».
La petite mandarine Koji (au même titre que la satsuma Girimikan) a pour géniteurs Koji Sp C18 pollinisé par Tachibana-C (la relation étroite entre koji, fukure mikan et tachibana proposée par Tanaka est confirmée).
Les mandarines satsuma hybrides Fukure mikan et Suruga yukō en japonais  スルガユコウ (駿河柚柑) (Suruga yukō), Citrus leiocarpa f. monoembryota chez Tanaka aussi saruga-yukoh sont toutes deux des hybrides Kishu (C. kinokuni) × Koji.  Takagi-mikan est décrite et illustrée par Kimijiro Noro en 1954 comme hybride de Kinkoii (C. leiocarpa Tanaka) et d'une satsuma (C. unshiu).
Le Sudachi (C. sudachi) est un hybride de Koji Sp C18 pollinisé par Yuzu (C. junos). 

## Culture

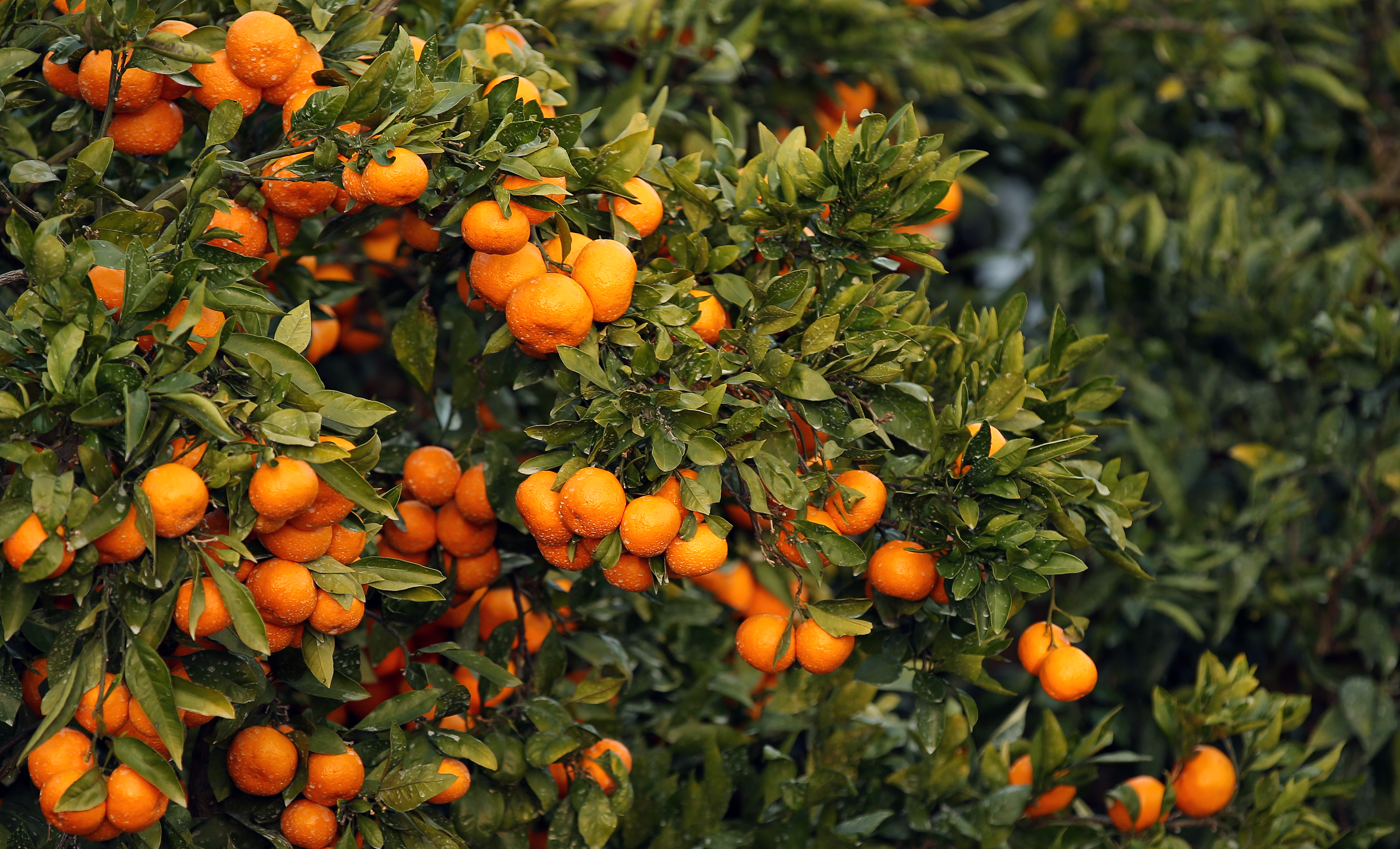
en Corée

Koji est principalement produite à Wakayama, Shizuoka, Hiroshima et à Jeju.
Elle a été introduite aux USA dans la collection de l'Université de Californie Riverside en 1956 depuis l'Université d'Osaka.

## Morphologie
Mandarinier à branches fines et courtes, parfois épineux, réputé résistant au froid et aux maladies. Le fruit est à maturité fin décembre en Corée. Son poids d'environ 20 g autrement dit plus petit que les komikan, a une forte teneur en sucre. La peau, bien que très fine est facile à peler.

## Usage
C. leiocarpa est traduit par Kippi dans un ouvrage de médecine orientale qui est la peau des petites mandarines (dont tachibana) utilisée en phytothérapie chinoise. Le terme est synonyme de chenpi, chinpi, écorces d'agrumes séchées qui sont des composants d'un nombre important de médicaments traditionnels. En 1991 la composition en polyméthoxyflavones de ce flavédo a été publiée, le niveau est élevé, à noter la richesse en nobilétine à 50 mg/ml, niveau comparable à C. depressa et C. kinokuni ce qui permet aux auteurs de confirmer la proximité de ces petites mandarine et leur potentiel pharmacologique. Le coréens ont isolé des flavones spécifiques à C. leiocarpa, C. aurantium et C. erythrosa autre petite mandarine chinoise.